# Altica viatica
Altica viatica är en skalbaggsart som beskrevs av Willis Blatchley 1921. Altica viatica ingår i släktet Altica och familjen bladbaggar. Inga underarter finns listade i Catalogue of Life.